# Tumsar
Tumsar es una ciudad y  municipio situada en el distrito de Bhandara en el estado de Maharashtra (India). Su población es de 44869 habitantes (2011). Se encuentra a orillas del río Wainganga.

## Demografía
Según el censo de 2011 la población de Tumsar era de 44869 habitantes, de los cuales 22568 eran hombres y 22301 eran mujeres. Tumsar tiene una tasa media de alfabetización del 91,49%, superior a la media estatal del 82,34%: la alfabetización masculina es del 95,29%, y la alfabetización femenina del 87,68%.